# Israëlische parlementsverkiezingen 2013
Op 22 januari 2013 zijn er in Israël verkiezingen gehouden voor de Knesset, het Israëlische parlement. Ditmaal ging het om de verkiezing van de 19e Knesset.

## Aanloop
Oorspronkelijk stonden de parlementsverkiezingen voor het najaar van 2013 gepland maar met name noodzakelijke maatregelen om de overheidsfinanciën weer in het gareel te krijgen, hebben premier Benjamin Netanyahu van Likoed ertoe gebracht de verkiezingen naar voren te schuiven. Hij is een lijstverbinding aangegaan met Avigdor Lieberman van Jisrael Beeténoe, met welke partij hij sinds 2009 een regering vormt (kabinet-Netanyahu II).
Volgens de peilingen lijken rechtse en religieuze partijen de voorkeur van de Israëlische kiezer te hebben. Partijen in het centrum weten elkaar niet te vinden en links is getalsmatig ver teruggezakt en zal zodoende weer in de oppositiebanken belanden.
Dat rechts het zo goed doet, heeft vooral te maken met de toestand in het Midden-Oosten, zoals de (onzekere uitkomst van de) burgeroorlog in buurland Syrië, de Arabische Lente die het moslimfundamentalisme aan de macht brengt en de dreigende taal richting Israël uit het streng-islamitische Iran.
Problemen waar de Israëlische samenleving zich voor gesteld ziet, zijn de toenemende verarming van een aanzienlijk deel van de bevolking en de wrijvingen tussen rijk en arm die dat met zich meebrengt, het aloude probleem met de Palestijnen en de groeiende tegenstelling tussen strenggelovige en ongelovige Joden.
Heeft Netanyahu ter linkerzijde weinig te vrezen, anders is het gesteld met de rechterzijde. Daar is een tamelijk nieuwe partij aan de dag getreden die diverse nationalistische groeperingen met een religieuze inslag herbergt en het goed doet in de peilingen. Deze partij, Het Joodse Huis geheten met als politiek leider Naftali Bennett, wil drie vijfde van de Westelijke Jordaanoever bij Israël inlijven. Zowel Het Joodse Huis als het overgrote deel van de Knessetkandidaten van Likoed en Jisrael Beeténoe zien niets in de vorming van een zelfstandige Palestijnse staat.
Tzipi Livni, voormalig politiek leider van Kadima, heeft haar partij vaarwel gezegd en probeert het nu met een nieuwe partij. Deze Hatnuah (De Beweging) is een voorstander van onderhandelingen met de Palestijnen maar doet het slecht in de peilingen. Nog slechter staat Kadima ervoor. Behaalde deze bij de vorige verkiezingen nog de meerderheid, thans wordt verwacht dat daar slechts een fractie van overblijft.
Een nieuwe partij in het midden is Yesh Atid (Er is een Toekomst) van televisiepresentator Yair Lapid, die mogelijkerwijs deel zal uitmaken van een volgend kabinet-Netanyahu.
De Arbeidspartij kampt al twintig jaar met een teruglopend aantal kiezers. Shelly Yachimovich is de nieuwe politiek leider. Zij heeft de bakens verzet, niet meer de focus op een vredesregeling met de Palestijnen maar aandacht voor de moeilijke financiële situatie waarin veel Israëliërs zich bevinden, waarmee ze hoopt nieuwe groepen kiezers aan te boren. Deze verandering zou de progressief-liberale Meretz in de kaart kunnen spelen, daar deze als een van de weinige actoren in de Israëlische politiek nog wel vrede met de Palestijnen hoog in het vaandel heeft staan.

## Foto's

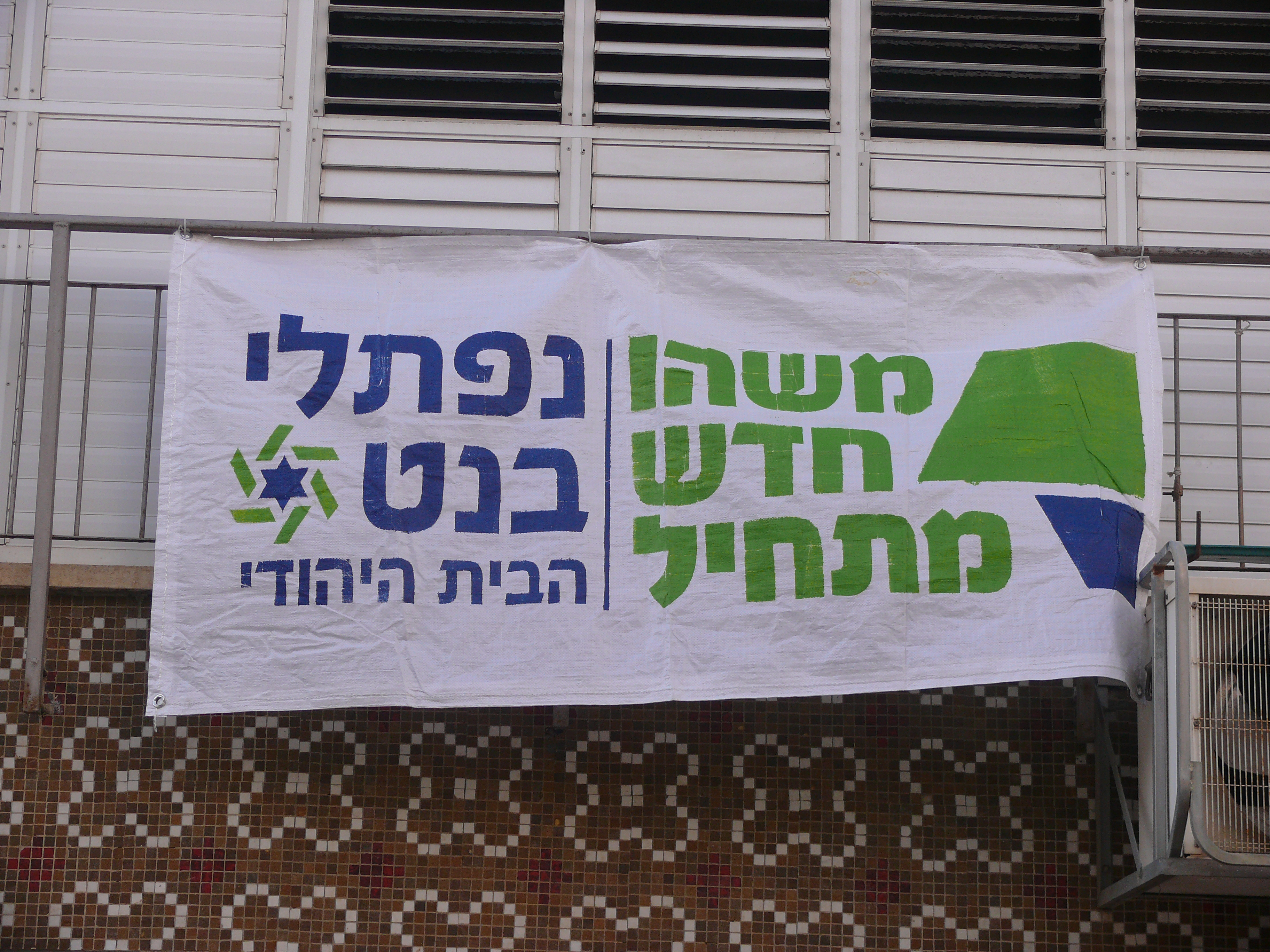
Verkiezingsposter van Het Joodse Huis
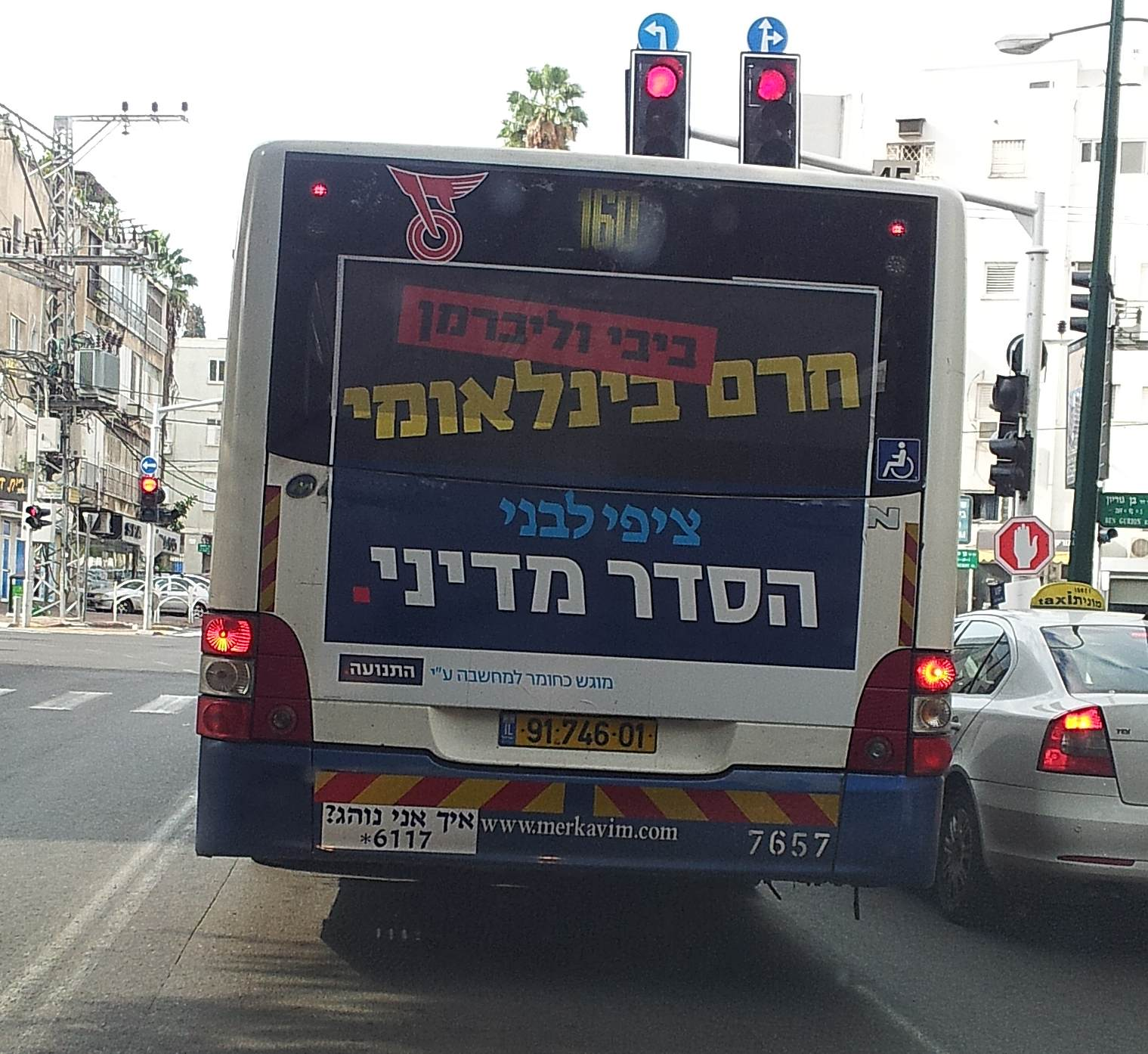
Verkiezingsposter van Hatnuah

## Uitslag
| Verkiezingen voor de 19e Knesset (2013) | Verkiezingen voor de 19e Knesset (2013) | Verkiezingen voor de 19e Knesset (2013)                         | Verkiezingen voor de 19e Knesset (2013) | Verkiezingen voor de 19e Knesset (2013) | Verkiezingen voor de 19e Knesset (2013) | Verkiezingen voor de 19e Knesset (2013) | Verkiezingen voor de 19e Knesset (2013) | Verkiezingen voor de 19e Knesset (2013) | Verkiezingen voor de 19e Knesset (2013) |
| Nr.                                     | Partij                                  | Nederlandse naam                                                | Politiek leider                         | Foto                                    | Zetels 2013                             | Zetels 2009                             | Verschil                                | Stemmen                                 | Percentages                             |
| --------------------------------------- | --------------------------------------- | --------------------------------------------------------------- | --------------------------------------- | --------------------------------------- | --------------------------------------- | --------------------------------------- | --------------------------------------- | --------------------------------------- | --------------------------------------- |
| 1                                       | Likoed + Jisrael Beeténoe               | Eenheid + Israël Ons Thuis                                      | Benjamin Netanyahu                      |                                         | 31                                      | 42                                      | -11                                     | 885.054                                 | 23,34                                   |
| 2                                       | Yesh Atid                               | Er is een Toekomst                                              | Yair Lapid                              |                                         | 19                                      | 0                                       | +19                                     | 543.458                                 | 14,33                                   |
| 3                                       | Ha'avoda                                | Arbeidspartij                                                   | Shelly Yachimovitch                     |                                         | 15                                      | 13                                      | +2                                      | 432.118                                 | 11,39                                   |
| 4                                       | HaBajiet HaJehoedie                     | Het Joodse Huis                                                 | Naftali Bennett                         |                                         | 12                                      | 7                                       | +5                                      | 345.985                                 | 9,12                                    |
| 5                                       | Shas                                    | Sefardische Bewakers                                            | Eli Yishai                              |                                         | 11                                      | 11                                      | 0                                       | 331.868                                 | 8,75                                    |
| 6                                       | Jahadoet ha-Torah                       | Verenigd Thora-Jodendom                                         | Yaakov Litzman                          |                                         | 7                                       | 5                                       | +2                                      | 195.892                                 | 5,16                                    |
| 7                                       | Hatnuah                                 | De Beweging                                                     | Tzipi Livni                             |                                         | 6                                       | 0                                       | +6                                      | 189.167                                 | 4,99                                    |
| 8                                       | Meretz                                  | Vitaliteit                                                      | Zehava Gal-On                           |                                         | 6                                       | 3                                       | +3                                      | 172.403                                 | 4,55                                    |
| 9                                       | Ra'am + Ta'al                           | Verenigde Arabische Lijst + Arabische Beweging voor Vernieuwing | Ibrahim Sarsur                          |                                         | 4                                       | 4                                       | 0                                       | 138.450                                 | 3,65                                    |
| 10                                      | Hadash                                  | Het Democratisch Front voor Vrede en Gelijkheid                 | Mohammad Barakeh                        |                                         | 4                                       | 4                                       | 0                                       | 113.439                                 | 2,99                                    |
| 11                                      | Balad                                   | Nationaal-Democratische Vergadering                             | Jamal Zahalka                           |                                         | 3                                       | 3                                       | 0                                       | 97.030                                  | 2,56                                    |
| 12                                      | Kadima                                  | Voorwaarts                                                      | Shaul Mofaz                             |                                         | 2                                       | 28                                      | -26                                     | 79.081                                  | 2,09                                    |
|                                         |                                         | overige partijen                                                |                                         |                                         | 0                                       | 0                                       | 0                                       |                                         |                                         |
| Totaal                                  | / Opkomst                               |                                                                 |                                         |                                         | 120                                     | 120                                     | 0                                       | 3.833.646                               | 67,78                                   |

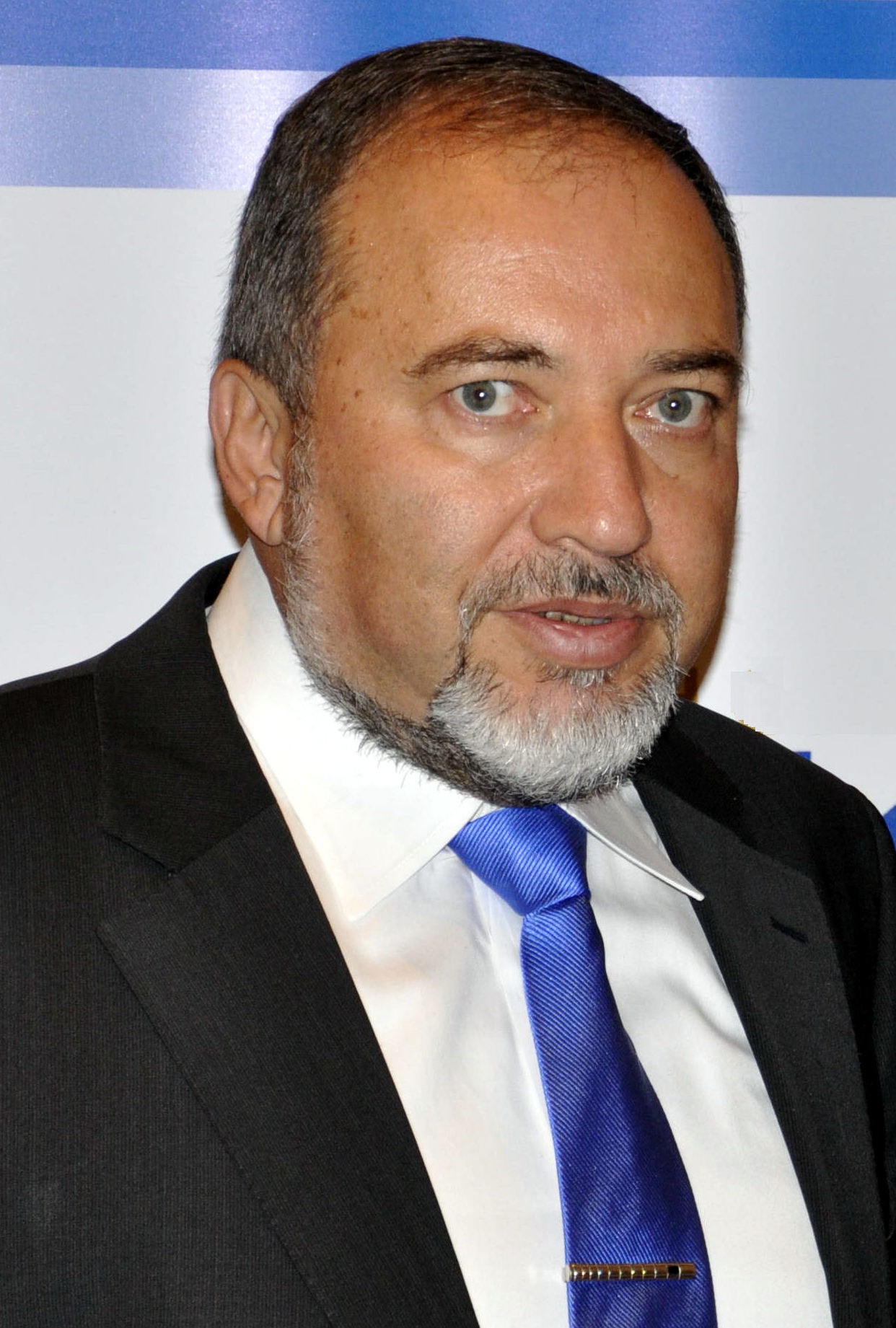
Avigdor Lieberman, politiek leider van Jisrael Beeténoe

De opkomst van 67,78% ligt zo'n drie procent hoger dan bij de vorige verkiezingen die 64,72% bedroeg. Deze lijkt te zijn veroorzaakt doordat andere partijen het beter bleken te doen dan verwacht (zie verderop) en bovendien doordat Likoed naar aanleiding hiervan haar aanhang in de loop van de verkiezingsdag opriep vooral te komen stemmen.

De verkiezingsuitslag heeft dan ook voor verrassingen gezorgd. Nieuwkomer Yesh Atid (Er is een Toekomst) is vanuit het niets op negentien zetels terechtgekomen en heeft daarmee de tweede plaats op de politieke ranglijst ingenomen; een dergelijke hoge score hadden de peilingen niet voorzien. De Arbeidspartij heeft zich staande weten te komen en zelfs enkele zetels winst geboekt. De rechtse combinatie Likoed-Jisrael Beeténoe heeft flink ingeboet ten opzichte van de vorige verkiezingen maar is, zoals werd verwacht, de grootste geworden en zal - ook naar verwachting - het voortouw nemen bij de vorming van een nieuwe regering. Beide partijen hebben onder meer verloren aan het zeer nationalistische en eveneens ter rechterzijde opererende Het Joodse Huis. Voorts heeft Meretz haar zeteltal weten te verdubbelen en heeft Hatnuah, de tweede nieuwkomer, ondanks slechte peilingen zes zetels weten te bemachtigen. Kadima heeft nog maar een paar zetels overgehouden en heeft daarmee de eerste plaats voor die van de laatste verruild.

## Vervolg
Verdeeld naar politieke richting ziet de uitslag er als volgt uit:
| Verdeling naar politieke richting | Verdeling naar politieke richting                                        | Verdeling naar politieke richting | Verdeling naar politieke richting | Verdeling naar politieke richting |
| Richting                          | Partijen                                                                 | Zetels 2013                       | Zetels 2009                       | Verschil                          |
| --------------------------------- | ------------------------------------------------------------------------ | --------------------------------- | --------------------------------- | --------------------------------- |
| Rechts                            | Likoed, Jisrael Beeténoe, Shas, Het Joodse Huis, Verenigd Thora-Jodendom | 61                                | 65                                | -4                                |
| Midden                            | Yesh Atid, Hatnuah, Kadima                                               | 27                                | 28                                | -1                                |
| Links                             | Arbeidspartij, Meretz, Ra'am+Ta'al, Hadash, Balad                        | 32                                | 27                                | +5                                |
| Totaal                            |                                                                          | 120                               | 120                               | 0                                 |

De huidige regering - het kabinet-Netanyahu II, bestaande uit bovengenoemde rechtse partijen plus het van de Arbeidspartij afgescheiden en 5 zetels grote Onafhankelijkheid - beschikt over 70 zetels in de oude (18e) Knesset. In de nieuwe (19e) Knesset zal ze nog maar over 61 zetels beschikken, waaruit geconcludeerd kan worden dat ze maar een minimale meerderheid overheeft in het nieuwe parlement. Premier Netanyahu heeft aangegeven een brede regering te willen vormen, wat betekent dat hij ook naar partijen in het midden en ter linkerzijde zal kijken bij het formeren van een nieuw kabinet. Probleem is dat mogelijke coalitiepartners deels tegenovergestelde wensen hebben. Zo zijn zowel Yesh Atid als Het Joodse Huis voorstander van het beperken van de privileges van de ultra-orthodoxe joden maar dringt Yesh Atid wel aan op onderhandelingen met de Palestijnen over de vorming van een Palestijnse staat terwijl Het Joodse Huis daar niets van wil weten en zelfs een groot stuk van de Westelijke Jordaanoever wil toevoegen aan de Israëlische staat. Bovendien wensen twee mogelijke coalitiepartners van orthodoxe huize - Shas en Verenigd Thora-Jodendom - juist dat ultra-orthodoxe joden hun privileges behouden. Een mogelijke coalitie met Yesh Atid en de Arbeidspartij is eveneens problematisch vanwege de verrechtsing die zich binnen Likoed en Jisrael Beeténoe heeft afgespeeld voor wat betreft de houding richting de Palestijnen.